# Saab 9000
Saab 9000 – samochód osobowy klasy średniej-wyższej produkowany przez szwedzką markę Saab w latach 1984–1998.

## Historia i opis modelu

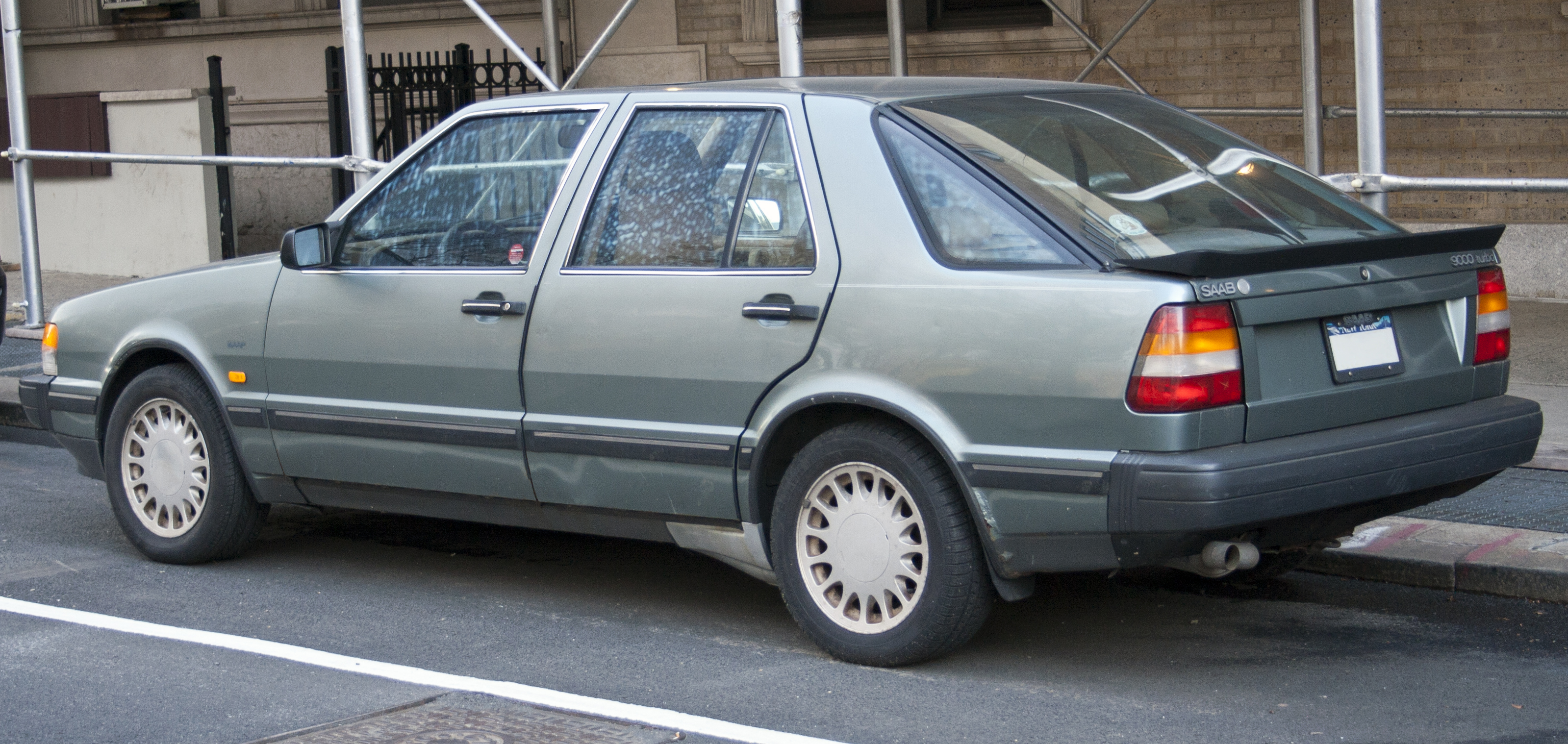
Saab 9000 – tył

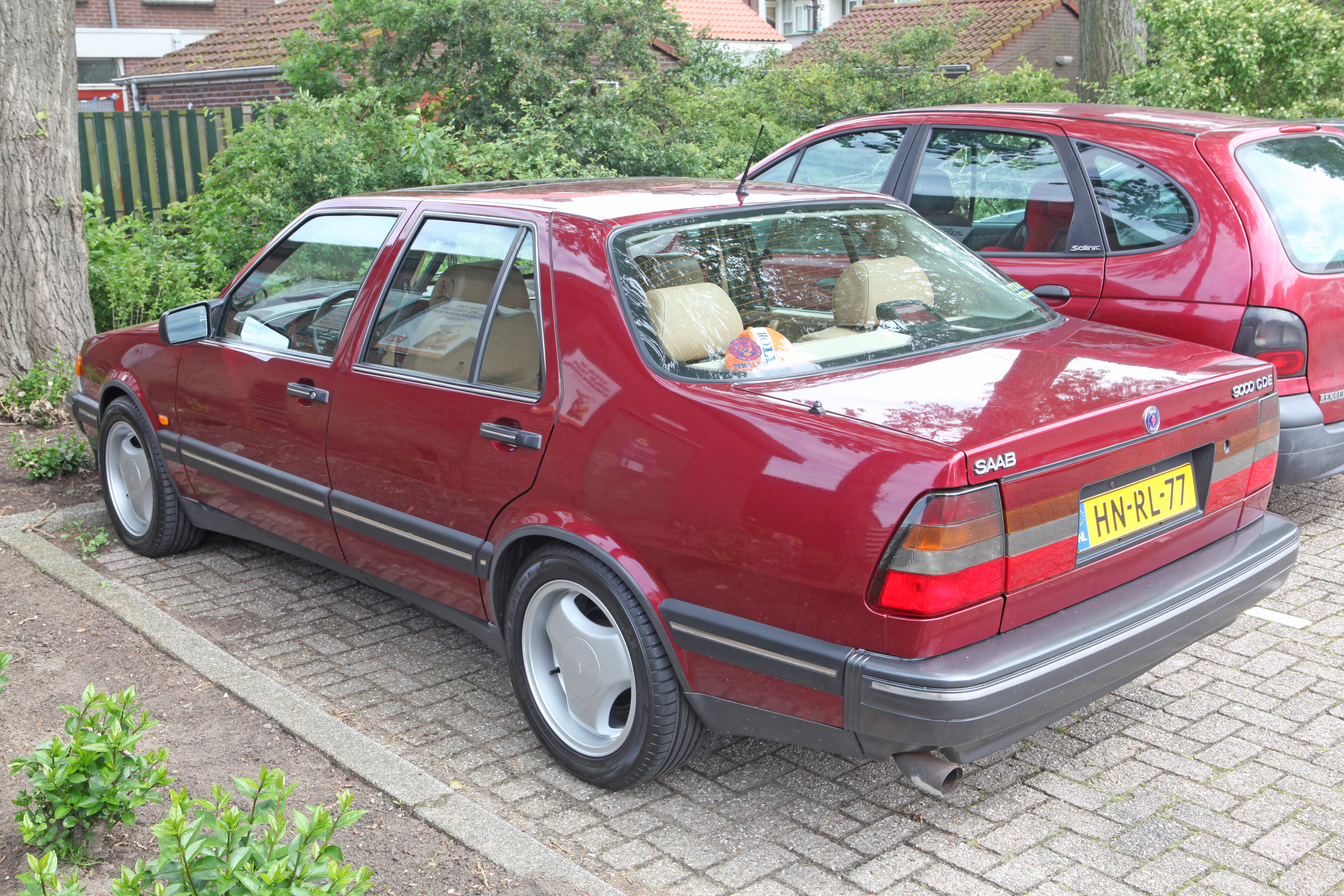
Saab 9000 Sedan

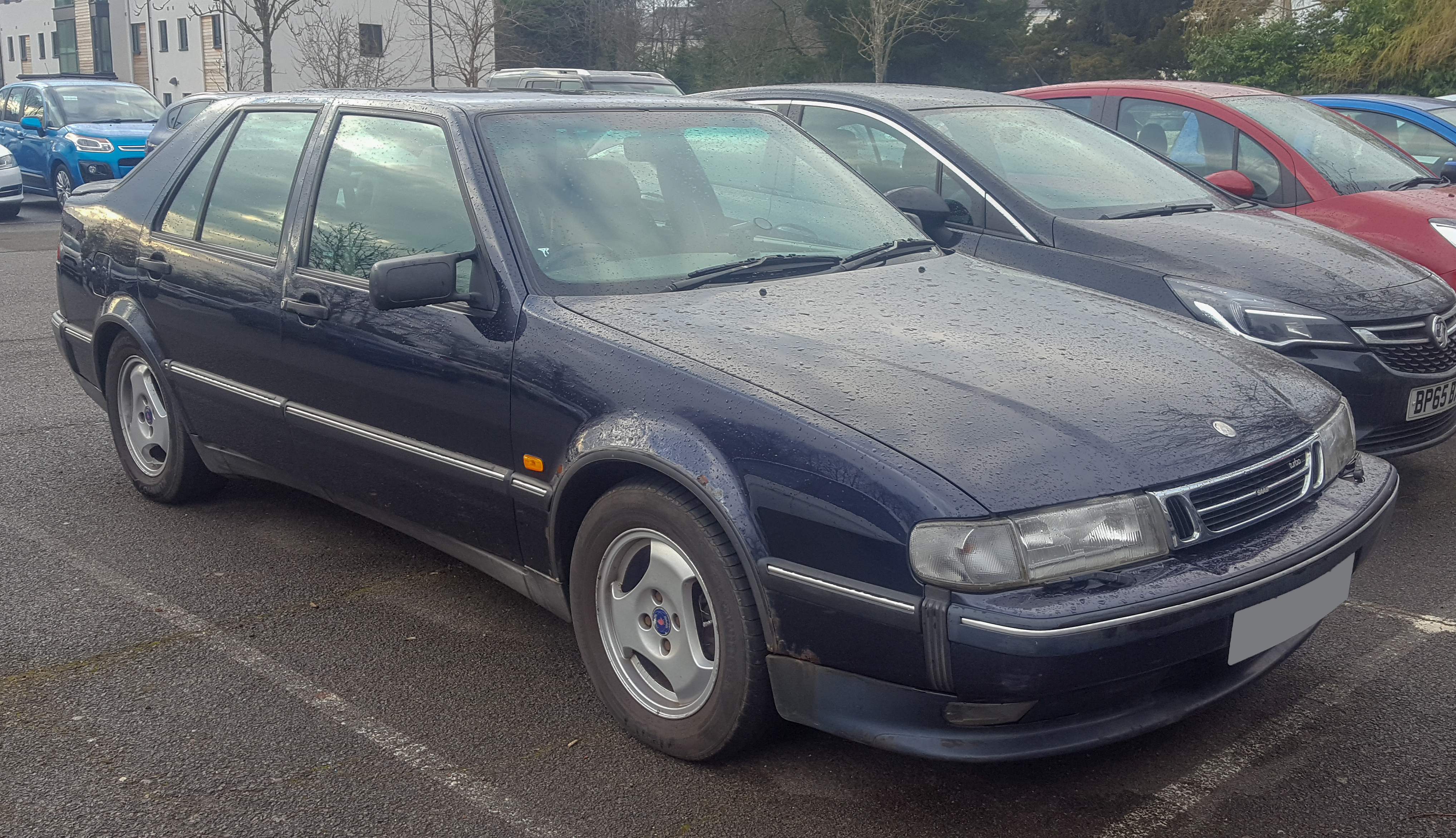
Saab 9000 po liftingu

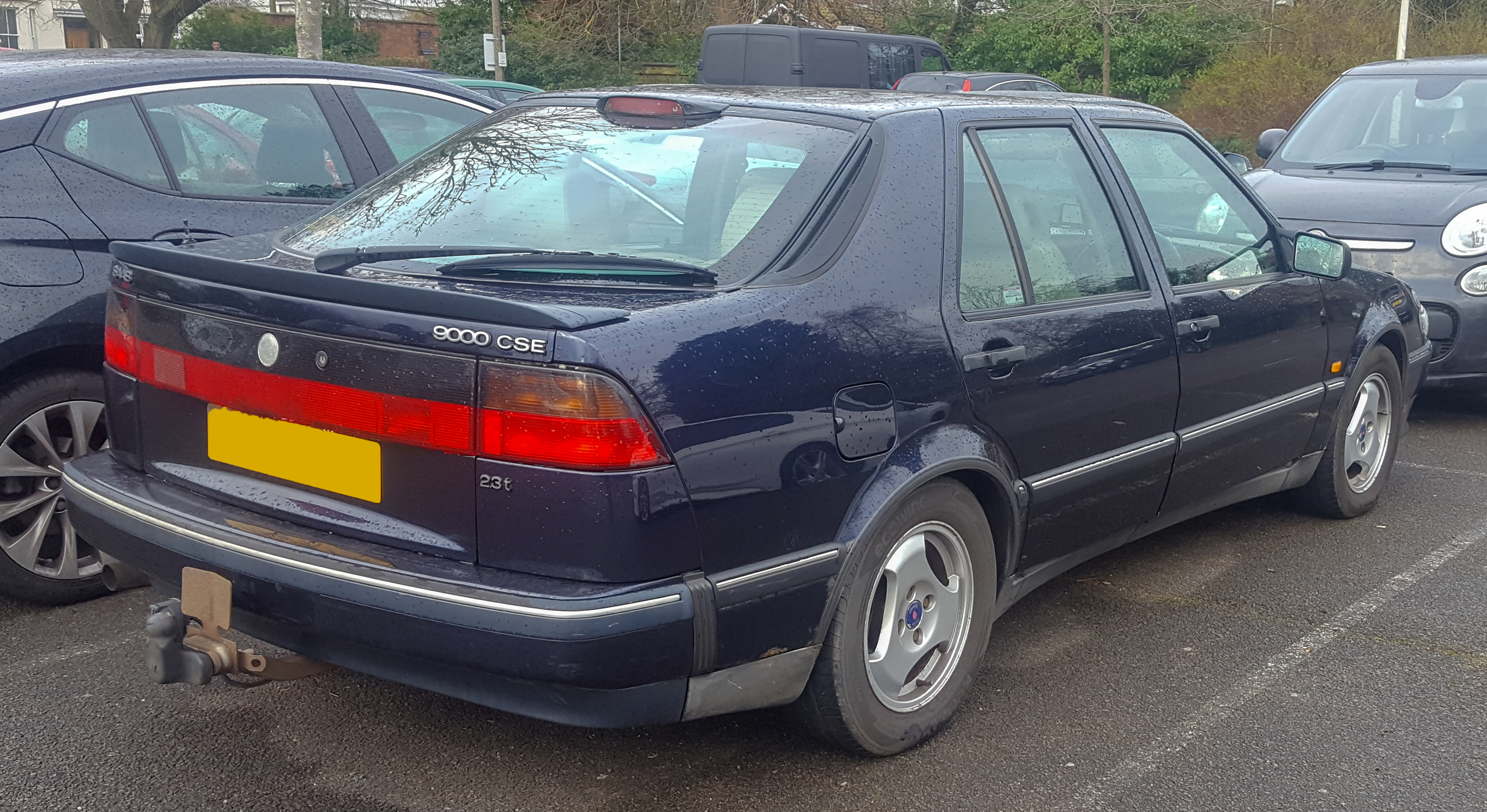
Saab 9000 – tył po liftingu

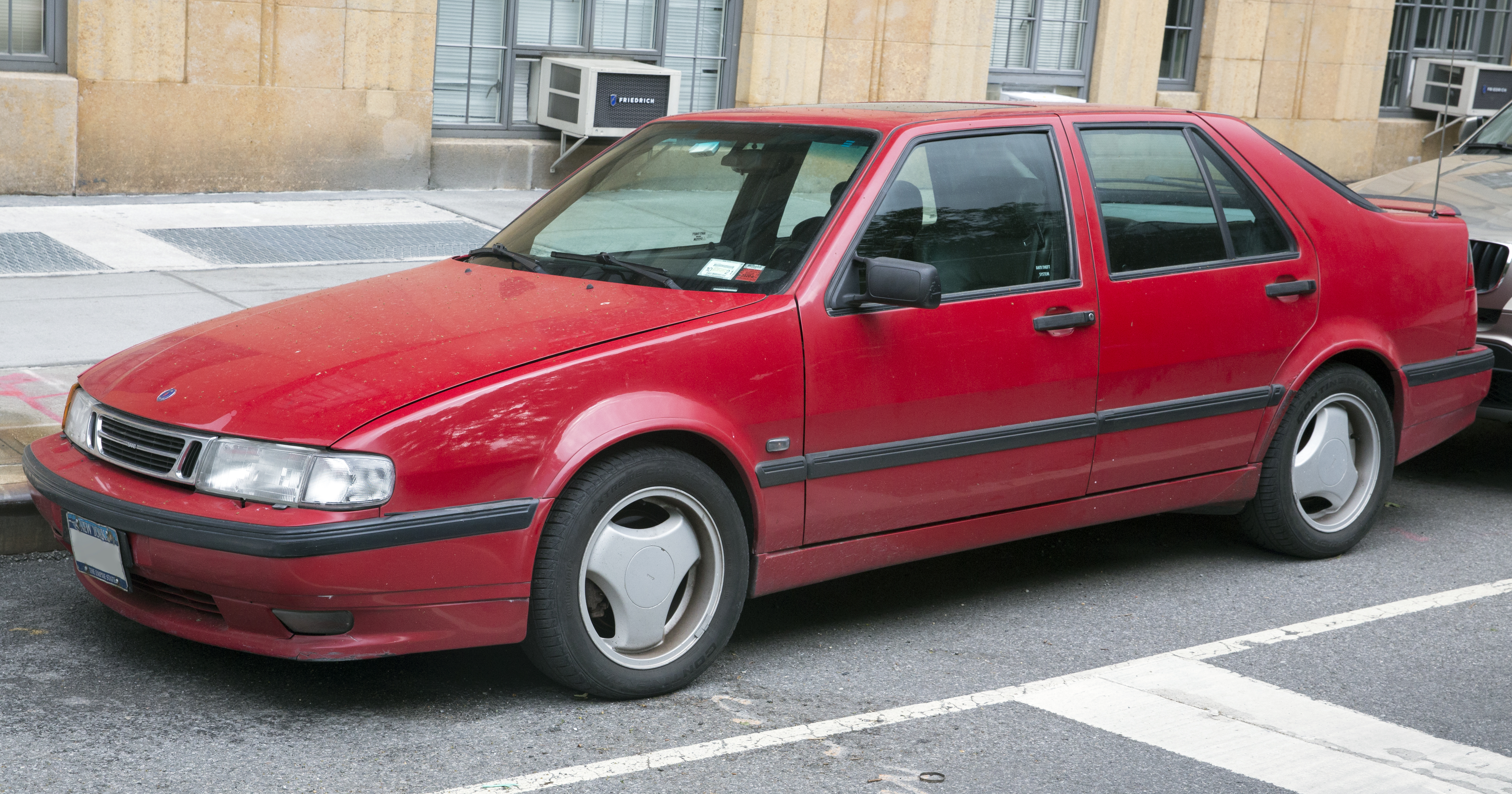
Saab 9000 Aero

Auto po raz pierwszy zostało zaprezentowane w maju 1984 roku. Samochód został zaprojektowany przez Giorgetto Giugiaro na wspólnej płycie podłogowej Saaba oraz Fiata określanej mianem Tipo 4 (Tipo Four). W ten sposób na jednej płycie podłogowej powstały cztery pojazdy: Alfa Romeo 164, Fiat Croma, Lancia Thema oraz Saab 9000. Oprócz Alfy Romeo samochody te miały współwymienne niektóre elementy karoserii (drzwi, przednia szyba) (Saab 9000 – Fiat Croma). W przeciwieństwie do innych bliźniaczych modeli Saab zmienił tylne zawieszenie. Początkowo model 9000 występował jako pięciodrzwiowy liftback, ale w 1988 roku na rynek wypuszczona została wersja sedan zwana CD. Przy okazji upodobniono wersję liftback do nowo wypuszczonego sedana poprzez m.in. bardziej pochylony pas przedni z przemodelowanymi reflektorami oraz odświeżoną atrapą chłodnicy i nieco innym zderzakiem.
Stacyjkę umieszczono w innym miejscu niż w pozostałych Saabach: nie w panelu centralnym, lecz pod kołem kierownicy.
W 1991 roku zaprezentowano drugą odmianę auta po face liftingu zwaną CS. Odświeżono m.in. przednie reflektory, grill, zderzaki, tylne zderzaki oraz klapę bagażnika w wersji liftback. Przy okazji liftingu zmiany wprowadzono także we wnętrzu pojazdu. Przycisk świateł awaryjnych powędrował z kolumny kierownicy na deskę rozdzielczą obok zegara, a także zmieniono wygląd i funkcję komputera podróżnego.
W 1993 roku wprowadzono do produkcji usportowioną wersję auta nazwaną Aero dostępną wyłącznie w wersji liftback. Samochód ten ceniony był za przestronne wnętrze według amerykańskiej agencji EPA, bardzo dobre wyposażenie, niezłe osiągi, dobre prowadzenie i niezawodność.
W roku 1998 zastąpiony został nowszym modelem 9-5 bazującym jednak częściowo na podzespołach Opla, co negatywnie wpłynęło na wizerunek firmy. Ponadto Saab 9-5 nie oferował już tyle miejsca wewnątrz, co starszy model 9000. Komfort jazdy znacznie się poprawił, wnętrze modelu 9-5 bardzo przypominało odświeżoną wersję kokpitu 9000. Ponadto pojawiła się wersja kombi, niedostępna w starszych modelach serii 9000. Saab 9000 uchronił się skutecznie przed silnikami Diesla, których nie posiadał w ogóle w ofercie podczas swojej produkcji.
Wyprodukowano ogółem 503 087 egzemplarzy. Był to pierwszy duży, sztandarowy model szwedzkiej marki.

### 9000 Aero
Był to pierwszy sportowy model firmy Saab. Miał on nawiązać walkę ze sportowymi modelami Mercedesa i BMW. Brak mocy uniemożliwił równą walkę (BMW i Mercedes miały ponad 100 KM więcej niż Saab), a osiągi odbiegały lekko od niemieckich marek. Saab 9000 Aero mógł się jednak pochwalić niskim spalaniem w porównaniu do konkurencji.
Wersja Aero charakteryzowała się kompletnym wyposażeniem, m.in. kontrolą trakcji (TCS), wspomaganiem hamulców (ABS), elektrycznie sterowanymi i skórzanymi siedziskami renomowanej firmy Recaro.
Samochód występował również w wersji z automatyczną skrzynią biegów i zredukowaną mocą 200 KM. Na rynek włoski z powodu drogich ubezpieczeń samochodowych przygotowano specjalnie inną wersję Aero, takim samym zakresem wyposażenia, lecz ze słabszym dwulitrowym silnikiem o mocy 185 KM; wersja była produkowana od 1994 roku, rok po premierze Aero.

### Wersje wyposażeniowe
Standardowe wyposażenie modelu 9000 z początku produkcji obejmuje m.in. elektryczne sterowanie szyb, elektryczne sterowanie lusterek, klimatyzację oraz skórzaną lub welurową tapicerkę, wyświetlacz EDU, który informował o spalaniu paliwa, zasięgu na zbiorniku, napięciu w alternatorze oraz ostrzegał o możliwości wystąpienia gołoledzi na drodze.
Samochód wyposażyć można było m.in. w system ABS, wspomaganie kierownicy, klimatyzację automatyczną, drewniane wstawki, barwione szyby i alufelgi.
- Griffin – najbogatsza wersja wyposażenia, oferowana od 1991 roku (MY92). Występowała wyłącznie w połączeniu z nadwoziem CD i silnikiem 2.3T. Główne cechy charakterystyczne to skórzana tapicerka ze wstawkami z nubuku, pakiet drewnianych wstawek (deska, nawiew przy pasażerze, schowek między fotelami, parapety), elektryczne fotele z pamięcią. Występowały wersje Griffin z tabliczką znamionową na desce rozdzielczej informującą o numerze seryjnym. Od 1994 roku oferowana z silnikiem General Motors w układzie V6[8][9].
- Anniversary – wersja na rok modelowy 1997. Stworzona z okazji 50-lecia marki. Charakteryzowała się specjalnym wzorem felg aluminiowych, kierownicą drewniano-skórzaną oraz fotelami ze wstawkami z zamszu/nubuku i wytłoczonym na oparciach klasycznym logiem SAAB. W Szwecji wersja ta była określana mianem A50 albo Jubileum[10][11].
- Carlsson
- CDE
- CS
- CSE

### Silniki
| Lata produkcji                       | Model                | Nadwozie             | Kod jednostki Pojemność skok | Silnik Cylindry/zawory | Moc maksymalna (kW/KM) @ (obr./min)   | Moment maksymalny (obr./min) / Uzyskiwany przy obrotach (obr./min) | Skrzynia biegów      | 0–100 km/h           | Prędkość maks.       | Informacje           |
| SILNIKI BENZYNOWE                    | SILNIKI BENZYNOWE    | SILNIKI BENZYNOWE    | SILNIKI BENZYNOWE            | SILNIKI BENZYNOWE      | SILNIKI BENZYNOWE                     | SILNIKI BENZYNOWE                                                  | SILNIKI BENZYNOWE    | SILNIKI BENZYNOWE    | SILNIKI BENZYNOWE    | SILNIKI BENZYNOWE    |
| 4-cylindrowe rzędowe                 | 4-cylindrowe rzędowe | 4-cylindrowe rzędowe | 4-cylindrowe rzędowe         | 4-cylindrowe rzędowe   | 4-cylindrowe rzędowe                  | 4-cylindrowe rzędowe                                               | 4-cylindrowe rzędowe | 4-cylindrowe rzędowe | 4-cylindrowe rzędowe | 4-cylindrowe rzędowe |
| ------------------------------------ | -------------------- | -------------------- | ---------------------------- | ---------------------- | ------------------------------------- | ------------------------------------------------------------------ | -------------------- | -------------------- | -------------------- | -------------------- |
| 1985-1988                            | 9000 2.0i            | CC                   | B 202 kat. • 1985 cm³        | R4/4v • 16v            | (93) kW / (126) KM • (5500 obr./min)  | (173 Nm) • (3000 obr./min)                                         | 5 biegowy manual     | 11.0 s               | 200 km/h             | z katalizatorem      |
| 1989-1993                            | 9000 2.0             | CC                   | B 202 • 1985 cm³             | R4/4v • 16v            | (98) kW / (133) KM • (5500 obr./min)  | (177 Nm) • (3000 obr./min)                                         | 5 biegowy manual     | 11.0 s               | 200 km/h             | bez katalizatora     |
| 1989-1993                            | 9000 2.0 aut.        | CC                   | B 202 • 1985 cm³             | R4/4v • 16v            | (98) kW / (133) KM • (5500 obr./min)  | (177 Nm) • (3000 obr./min)                                         | 4 biegowy automat    | 12.5 s               | 195 km/h             | bez katalizatora     |
| 1986-1993                            | 9000 2.0             | CC                   | B 202 • 1985 cm³             | R4/4v • 16v            | (96) kW / (131) KM • (6100 obr./min)  | (173 Nm) • (3000 obr./min)                                         | 5 biegowy manual     | 11.5 s               | 200 km/h             | bez katalizatora     |
| 1994-1996                            | 9000 2.0i-16         | CS                   | B 202i kat. • 1985 cm³       | R4/4v • 16v            | (96) kW / (131) KM • (6100 obr./min)  | (177 Nm) • (4300 obr./min)                                         | 5 biegowy manual     | 11.5 s               | 190 km/h             | bez katalizatora     |
| 1991-1994                            | 9000 2.3i-16         | CC/CS                | B 234i (kat.) • 2290 cm³     | R4/4v • 16v            | (108) kW / (146) KM • (5500 obr./min) | (205 Nm) • (3000 obr./min)                                         | 5 biegowy manual     | 10.5 s               | 205 km/h             | z katalizatorem      |
| 1991-1994                            | 9000 2.3i-16 aut.    | CC/CS                | B 234i (kat.) • 2290 cm³     | R4/4v • 16v            | (108) kW / (146) KM • (5500 obr./min) | (205 Nm) • (3000 obr./min)                                         | 4 biegowy automat    | 11.0 s               | 200 km/h             | z katalizatorem      |
| 1994-1996                            | 9000 2.3i-16 kat.    | CS                   | B 234i (kat.) • 2290 cm³     | R4/4v • 16v            | (108) kW / (150) KM • (5500 obr./min) | (212 Nm) • (3000 obr./min)                                         | 5 biegowy manual     | 10.3 s               | 215 km/h             | z katalizatorem      |
| 1994-1996                            | 9000 2.3i-16 aut.    | CS/CD                | B 234i (kat.) • 2290 cm³     | R4/4v • 16v            | (108) kW / (150) KM • (5500 obr./min) | (212 Nm) • (3000 obr./min)                                         | 4 biegowy automat    | 10.5 s               | 210 km/h             | z katalizatorem      |
| 4-cylindrowe rzędowe turbodoładowane |                      |                      |                              |                        |                                       |                                                                    |                      |                      |                      |                      |
| 1984-1988                            | 9000 Turbo 16        | CC                   | B 202 (kat.) • 1985 cm³      | R4/4v • 16v            | (118) kW / (160) KM • (5300 obr./min) | (270 Nm) • (3000 obr./min)                                         | 5 biegowy manual     | 8.5 s                | 210 km/h             | z katalizatorem      |
| 1988-1991                            | 9000 Turbo 16        | CC/CD                | B 202 (kat.) • 1985 cm³      | R4/4v • 16v            | (120) kW / (163) KM • (5300 obr./min) | (265 Nm) • (3000 obr./min)                                         | 5 biegowy manual     | 8.9 s                | 210 km/h             | z katalizatorem      |
| 1988-1991                            | 9000 Turbo 16 aut.   | CC/CD                | B 202 (kat.) • 1985 cm³      | R4/4v • 16v            | (120) kW / (163) KM • (5300 obr./min) | (265 Nm) • (3000 obr./min)                                         | 4 biegowy automat    | 8.9 s                | 210 km/h             | z katalizatorem      |
| 1984-1991                            | 9000 Turbo 16        | CC                   | B 202 • 1985 cm³             | R4/4v • 16v            | (129) kW / (175) KM • (5300 obr./min) | (270 Nm) • (3000 obr./min)                                         | 5 biegowy manual     | 8.3 s                | 220 km/h             | bez katalizatora     |
| 1988-1991                            | 9000 Turbo           | CC                   | B 202L • 1985 cm³            | R4/4v • 16v            | (136) kW / (185) KM • (5300 obr./min) | (273 Nm) • (3000 obr./min)                                         | 5 biegowy manual     | 8.3 s                | 220 km/h             | bez katalizatora     |
| 1988                                 | 9000 Turbo           | CC                   | B 202L • 1985 cm³            | R4/4v • 16v            | (143) kW / (195) KM • (5700 obr./min) | (290 Nm) • (3000 obr./min)                                         | 5 biegowy manual     | 8.3 s                | 220 km/h             | bez katalizatora     |
| 1988-1989                            | 9000 Carlsson        | CC/CD                | B 202XL • 1985 cm³           | R4/4v • 16v            | (150) kW / (204) KM • (6000 obr./min) | (290 Nm) • (3000 obr./min)                                         | 5 biegowy manual     | 7.5 s                | 230 km/h             | wersja Carlsson      |
| 1990-1991                            | 9000 Talladega       | CC                   | B202L • 2290 cm³             | R4/4v • 16v            | (143) kW / (195) KM • (5500 obr./min) | (290 Nm) • (3000 obr./min)                                         | 5 biegowy manual     | 8.0 s                | 225 km/h             | wersja Talladega     |
| 1991-1992                            | 9000 Carlsson        | CC/CD                | B 234R (kat.) • 2290 cm³     | R4/4v • 16v            | (162) kW / (220) KM • (5500 obr./min) | (334 Nm) • (2000 obr./min)                                         | 5 biegowy manual     | 7.0 s                | 238 km/h             | wersja Carlsson      |
| 1991-1993                            | 9000 2.3 Turbo       | CC/CD                | B 234L (kat.) • 2290 cm³     | R4/4v • 16v            | (143) kW / (195) KM • (5500 obr./min) | (323 Nm) • (1800 obr./min)                                         | 5 biegowy manual     | 8.0 s                | 230 km/h             | wersja 2.3 Turbo     |
| 1991-1993                            | 9000 2.3 Turbo aut.  | CC/CD                | B 234L (kat.) • 2290 cm³     | R4/4v • 16v            | (143) kW / (195) KM • (5500 obr./min) | (296 Nm) • (1800 obr./min)                                         | 4 biegowy automat    | 8.5 s                | 225 km/h             | wersja 2.3 Turbo     |
| 1991-1993                            | 9000 2.3 Turbo S     | CC/CD                | B 234L (kat.) • 2290 cm³     | R4/4v • 16v            | (143) kW / (195) KM • (5500 obr./min) | (323 Nm) • (1800 obr./min)                                         | 5 biegowy manual     | 8.0 s                | 230 km/h             | wersja 2.3 Turbo S   |
| 1994-1998                            | 9000 2.3 Turbo       | CS/CD/CSE/CDE        | B 234L (kat.) • 2290 cm³     | R4/4v • 16v            | (147) kW / (200) KM • (5500 obr./min) | (330 Nm) • (1800 obr./min)                                         | 5 biegowy manual     | 8.0 s                | 230 km/h             | wersja 2.3 Turbo     |
| 1993-1994                            | 9000 Turbo Aero      | CS                   | B 234R (kat.) • 2290 cm³     | R4/4v • 16v            | (162) kW / (220) KM • (5500 obr./min) | (342 Nm) • (1950 obr./min)                                         | 5 biegowy manual     | 6.7 s                | 240 km/h             | Turbo Aero           |
| 1994-1997                            | 9000 Turbo Aero      | CS                   | B 234R (kat.) • 2290 cm³     | R4/4v • 16v            | (166) kW / (225) KM • (5500 obr./min) | (342 Nm) • (1950 obr./min)                                         | 5 biegowy manual     | 6.9 s                | 240 km/h             | Turbo Aero           |
| 1994-1998                            | 9000 2.0T (Aero)     | CS                   | B 204L (kat.) • 1985 cm³     | R4/4v • 16v            | (136) kW / (185) KM • (5300 obr./min) | (263 Nm) • (3000 obr./min)                                         | 5 biegowy manual     | 8.0 s                | 230 km/h             | Aero Italo           |
| 6-cylindrowy w układzie V            |                      |                      |                              |                        |                                       |                                                                    |                      |                      |                      |                      |
| 1994-1997                            | 9000 V6 3.0          | CD                   | B 308 • 2962 cm³             | V6/4v • 24v            | (155) kW / (211) KM • (5750 obr./min) | (270 Nm) • (3300 obr./min)                                         | 4 biegowy automat    | 8.0 s                | 230 km/h             | V6 CDE               |

### Wersje limitowane
- Special Edition – wersja limitowana powstała w lutym 1994 roku na bazie modelu CS. Stworzona została z okazji prezentacji nowego silnika z serii Ecopower o mocy 170 KM. Charakteryzuje się ona m.in. czarnym metalizowanym lakierem, 15-calowymi pięcioramiennymi felgami aluminiowymi, tylnym spojlerem, elektrycznie sterowanymi szybami, elektrycznie sterowanymi i podgrzewanymi lusterkami oraz światłami przeciwmgłowymi, beżową skórzaną tapicerką, klimatyzacją, odtwarzaczem CD, ABS oraz poduszką powietrzną kierowcy[13].
- Swiss Edition – wersja limitowana powstała specjalnie na rynek szwajcarski w marcu 1996 roku. Auto dostępne było w wersji sedan oraz liftback. Samochód charakteryzuje się spryskiwaczami reflektorów, elektrycznie sterowanymi i podgrzewanymi lusterkami bocznymi oraz wycieraczką tylnej szyby, klimatyzacją, podgrzewanymi przednimi fotelami, przednimi poduszkami powietrznymi, elektrycznie sterowanymi szybami oraz systemem ABS[14].
- Ermenegildo Zegna – limitowana seria, brakuje dokładnych informacji ile powstało sztuk. Charakteryzowała się wełnianą tapicerką siedzeń i boczków zaprojektowaną przez biuro słynnego projektanta mody[15].

### Prototypy i rozwiązania eksperymentalne

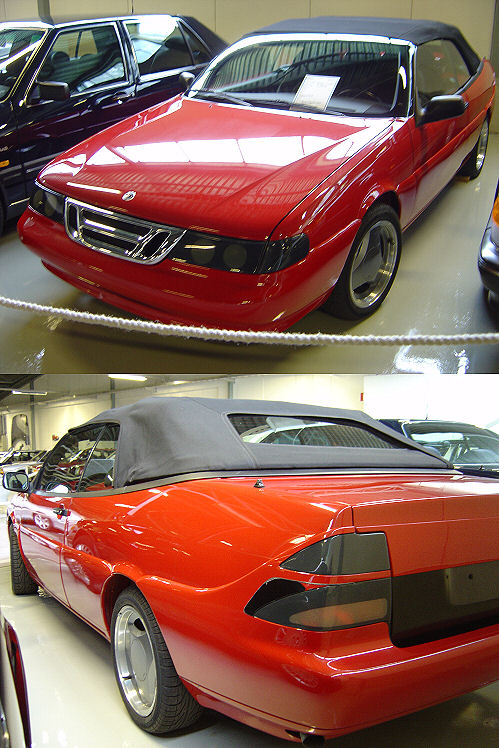
Prototyp wersji cabrio na bazie modelu 9000

W oddziale Saaba w Finlandii w Uusikaupunki prowadzono prace nad Saabem 9000 z silnikiem V8. Był on jednak paliwożerny i nie odpowiadał filozofii Saaba budowania małych i wydajnych jednostek. Projekt zarzucono.
W 1992 roku powstał prototyp pojazdu bez kierownicy, lecz wyposażony w system drive-by-wire, czyli sterowanie za pomocą joysticka.
Prowadzono prace nad wersją kombi pojazdu, które następnie porzucono.

### Nagrody
Saab 9000 zdobył wiele międzynarodowych nagród, m.in.:
- - Safest Car in Sweden 1989, 1990, 1991, 1992, 1993, 1994
  - Technology of the year 1994 – Trionic, Automobile Magazine, 1994
  - Most Environmentally Friendly Car – Status Magazine, Niemcy 1992
  - Top 10 Luxury Cars 1994, 1995 – Consumer Review Magazine
  - Light Pressure Turbo: Top 10 engines of 1995, 1996[19]